# Hemiaster
Hemiaster es un género de equinodermos de la clase Echinoidea, que aparece en el registro fósil durante el Aptiense. El género engloba a más de 280 especies, siendo el primero en aparecer en el registro Hemiaster oriens (Cotteau, 1876) y viviendo cinco especies en la actualidad, después de ser un género de gran desarrollo durante el Cretácico superior.

## Morfología
Puede alcanzar diámetros de hasta 5 cm. La forma del ámbito (zona ecuatorial) es acorazonada u oval, con el periprocto (ano) con forma oval y el peristoma (boca) con forma de media luna. El sistema apical presenta 4 poros genitales.